# Partenon
Pártenon (starogrško Παρθενών, grško Παρθενώνας) je glavni tempelj atenske akropole, posvečen boginji Ateni. Zgradili so ga v 5. stoletju pr. n. št. in je najbolj znan ostanek starogrške arhitekture ter njen največji dosežek.
Gradnja se je začela leta 447 pred našim štetjem, ko je bil atenski imperij na vrhuncu svoje moči. Končana je bila leta 438 pred našim štetjem, čeprav se je dekoracija stavbe nadaljevala do 432 pred našim štetjem. Je najpomembnejša ohranjena zgradba klasične Grčije in na splošno velja za vrhunec dorskega sloga. Njegove okrasne skulpture so pojem grške umetnosti. Partenon je trajen simbol antične Grčije, atenske demokracije in zahodne civilizacije ter eden največjih kulturnih spomenikov na svetu. Grško ministrstvo za kulturo zdaj uresničuje program selektivne obnove, da bo zagotovljena stabilnost delno porušene zgradbe. 
Današnji Partenon je zamenjal starejši Atenin tempelj, kar zgodovinarji imenujejo prejšnji Partenon ali starejši Partenon, ki je bil uničen ob perzijskem vpadu 480 pred našim štetjem. Tempelj je arheološko-astronomsko usklajen s Hijadami.  Partenon je bil svetišče, namenjeno mestni zavetnici, a se je uporabljal predvsem kot zakladnica. Nekaj časa je bil zakladnica  Atiško-delske pomorske zveze, ki je pozneje postala atenski imperij. V zadnjem desetletju šestega stoletja je Partenon postal krščanska cerkev, posvečena devici Mariji.
Po osmanski osvojitvi v zgodnjih 1460-tih se je spremenil v mošejo. 26. septembra 1687 je osmansko strelivo, uskladiščeno v notranjosti stavbe, vžgala beneška bomba. Nastala eksplozija je močno poškodovala Partenon in njegove skulpture. Od leta 1800 do leta 1803  je Thomas Bruce, 7. grof Elginski, odstranil nekaj ohranjenih skulptur z domnevnim dovoljenjem Osmanskega cesarstva. Te skulpture, znane kot Elginski marmor ali Partenonski marmor, so  bile leta 1816 prodane v Britanski muzej v Londonu, kjer so razstavljene. Od leta 1983 (na pobudo ministrice za kulturo Meline Mercouri) se grška vlada trudi, da bi jih vrnili. 

## Etimologija
Izvor imena Partenon je iz grške besede παρθενών (partenon), ki se nanaša na "stanovanje neporočenih žensk" v hiši. Zdi se, da je bila beseda sprva uporabljena samo za posebno sobo templja, a se ne ve, za kateri del. Liddell-Scott-Jonesov grško-angleški leksikon navaja, da je bil ta prostor zahodna cela Partenona. Jamauri D. Green meni, da je bil partenon prostor, v katerem je bil peplos (dolga in široka ženska obleka) predstavljen Ateni na panatenajskem festivalu, ki so ga stkale arefore, skupina štirih mladih deklet, izbranih vsako leto. Christopher Pelling trdi, da je bilo morda nevsiljivo čaščenje Atene Partenos tesno povezano, vendar ne enako, s čaščenjem Atene Palade. Po tej teoriji beseda partenon pomeni "tempelj deviške boginje" in se nanaša na čaščenje Atene Partenos, ki je bila povezana s templjem.  Pridevek partenos (παρθένος), katerega izvor je tudi nejasen , je pomenil "mladenka, dekle", a tudi "deviška, neporočena ženska"  in se je še posebej uporabljal za Artemido, boginjo divjih živali, lova in rastlinstva, ter Ateno, boginjo modrosti in pravične vojne, pokroviteljico umetnosti in obrti. Menil je, da ime templja namiguje na dekleta (parthenoi), katerih daritev zagotavlja varnost v mestu. 
Prvi zapis, v katerem se Partenon gotovo nanaša na celotno stavbo, je mogoče najti v spisih iz 4. stoletja pred našim štetjem govornika Demostena. V 5. stoletju se struktura preprosto imenuje ho naos ("tempelj"). Arhitekta Mnezikles in Kalikrat sta v izgubljeni razpravi o atenski arhitekturi zgradbo imenovala Hekatompodos ("stonoga"), v 4. stoletju in pozneje je bila zgradba imenovana Hekatompedos ali Hekatompedon, pa tudi Partenon; v 1. stoletju našega štetja je pisatelj Plutarh zgradbo imenoval Hekatompedon Partenon. 
Ker je bil Partenon posvečen grški boginji Ateni, je bila včasih označena kot Minervin tempelj, kar je rimsko ime za Ateno, še posebej v 19. stoletju. 

## Vloga
Čeprav je Partenon arhitekturno tempelj in se navadno tako tudi imenuje, v klasičnem pomenu besede ni to. Majhno starejše svetišče je bilo izkopano tam, kjer je današnje, verjetno posvečeno Ateni, vendar v Partenonu niso nikoli častili Atene Palade, zaščitnice Aten: kultna podoba, ki se je kopala v morju in ji je bil predstavljen peplos, je bil hoanon iz lesa oljke, ki je bil v starejšem oltarju na severni strani Akropole. 
Velikanski kip Fidijeve Atene ni bil povezan s čaščenjem in ni znano, da bi bil navdih kakšne verske gorečnosti. Po Tukididu je Perikles nekoč omenil, naj bi bil kip  zlata rezerva, saj je "vseboval štirideset talentov (talent je 26,2 kg) čistega zlata in ga je bilo mogoče premikati". Atenski državnik torej nakazuje, da bi bila kovina, pridobljena s sodobnim kovanjem, lahko ponovno uporabljena. Partenon bi morali gledati kot na velik Fidijev votivni kip in ne na kultni prostor. V številnih spisih piše, da je bilo v notranjosti templja shranjenih veliko zakladov, kot so perzijski meči in majhni kipi iz plemenitih kovin. 
Arheologinja Joan Breton Connelly je nedavno zagovarjala usklajenost kiparskega dela Partenona, ki predstavlja nasledstvo rodoslovnih pripovedi o atenski identiteti skozi čas: od rojstva Atene prek kozmičnih in epskih bitk do končnega velikega dogodka atenske bronaste dobe, vojne Erehteja in Evmolpa.  Zanjo Partenon s svojim okrasjem vzpostavlja in ohranja atenski temeljni mit, spomin, vrednote in identiteto. Medtem ko nekateri klasicisti, vključno z Mary Beard, Petrom Greenom in Garryjem  Willsom, dvomijo ali zavračajo njeno tezo, pa več zgodovinarjev, arheologov in klasičnih znanstvenikov podpira njeno delo. To so: J. J. Pollitt, Brunilde Ridgway, Nigel Spivey, Caroline Alexander, A.E. Kodek, Rebecca Newberger Goldstein, Freeman Dyson, William St. Clair, Donald Kagan, Gregory Nagy in Angelos Haniotis.

## Zgodovina

### Stari Partenon
Prva prizadevanja za gradnjo svetišča za Ateno Partenos tam, kjer je sedanji Partenon, so se začela kmalu po bitki pri Maratonu (490-488 pred našim štetjem) na trdnem apnenčastem temelju, ki so ga podaljšali in zravnali južni del vrha Akropole. To zgradbo bo nadomestil hekatompedon (kar pomeni "stonoga") in bo stal zraven arhaičnega templja, posvečenega Ateni Paladi ("mesta"). Starejši ali predhodni Partenon, kot je pogosto navedeno, je bil še vedno v gradnji, ko so Perzijci zavzeli mesto leta 480 pred našim štetjem in porušili Akropolo.
Obstoj obeh prvotnih partenonov in njuno uničenje sta znani po Herodotu. Deli stebrov so bili jasno vidni, vgrajeni v obzidje severno od Erehtejona. Nadaljnje fizične dokaze te strukture so pokazala izkopavanja Panagiotisa Kavadiasa leta 1885 do 1890. Najdbe Wilhelma Dörpfelda, pozneje direktorja nemškega arheološkega inštituta, so potrdile, da je obstajala ločena podkonstrukcija izvirnega Partenona, ki ga je imenoval Partenon I, in ni pod sedanjo zgradbo, kot so mislili prej.  Dörpfeld je opazil, da so tri stopnice prvega Partenona sestavljene iz dveh stopnic poroznega apnenca enako kot temelji in zgornja stopnica iz apnenca, ki je bil pokrit v najnižji stopnici Periklesovega Partenona. Ta ploščad je bila manjša in nekoliko severno od končnega Partenona, kar kaže, da je bila zgrajena za drugačno zgradbo, ki je zdaj popolnoma prekrita. Ta nekoliko zapletena slika je z objavo končnega poročila o izkopavanjih 1885 do 1890 pokazala, da je podstruktura podobna kimonskemu zidu, kar kaže na poznejši datum prvega templja. 
Če je bil prvotni Partenon res uničen leta 480, je vprašanje, zakaj je bil 33 let prepuščen pogubi. Morda je to posledica prisege grških zaveznikov pred bitko pri Platajah leta 479 pred našim štetjem [45], ki pravi, da svetišč, ki so jih uničili Perzijci, ne bodo obnovili. Prisege so bili Atenci rešeni s Kalijinim mirom leta 450.  Verjetnejši vzrok je pomanjkanje sredstev za obnovo po perzijskem uničenju. Izkopavanja Berta Hodgea Hilla so odkrila drugi Partenon, ki so ga začeli graditi v Kimonovem obdobju po 468 pr. n. št. Hill je trdil, da je bila stopnica iz apnenca, za katero je Dörpfeld mislil, da je najvišja stopnica Partenona I, v resnici najnižja od treh stopnic Partenona II, velikost stilobata naj bi bila po Hillu 23,51 krat 66,888 metra.
Težko je natančno določiti letnico prvotnega Partenona, ker med izkopavanji leta 1885 ni bila v celoti razvita arheološka metoda seriacija; neprevidno kopanje in ponovno zasipanje je povzročilo, da je izginilo veliko dragocenih informacij. Poskus, da bi razpravljali in osmislili najdbe na akropoli pozneje, sta s študijo v dveh zvezkih objavila Graef in Langlotz leta 1925 do 1933. To je navdihnilo ameriškega arheologa Williama Bella Dinsmoora, da je poskušal datirati  tempeljsko ploščad in pet skritih zidov pod novimi terasami Akropole. Dinsmoor je sklenil, da je bil zadnji mogoči datum za Partenon I prej kot 495 pred našim štetjem v nasprotju z zgodnjim datumom Dörpfelda. Poleg tega Dinsmoor zanika, da sta bila dva prvotna Partenona, in odločil, da je bil edini Predperiklesov tempelj Partenon II. Dinsmoor in Dörpfeld sta o tem izmenjala poglede v American Journal of Archaeology leta 1935. 

### Današnja zgradba
Sredi 5. stoletja pred našim štetjem, ko je atenska Akropola postala sedež Atiško-delske pomorske zveze in so bile Atene največje kulturno središče tistega časa, je Perikles začel velikopotezen gradbeni projekt, ki je trajal celo drugo polovico stoletja. Najpomembnejše zgradbe, vidne na Akropoli še danes, Partenon, Propileje, Erehtejon in tempelj Atene Nike, so postavili v tem obdobju. Partenon je bil zgrajen pod splošnim nadzorom umetnika Fidije, ki je bil prav tako odgovoren za kiparski okras. Arhitekta Iktin in Kalikrat sta začela svoje delo leta 447 pred našim štetjem in ga končala do 432, vendar se je delo, povezano z okrasjem, nadaljevalo vsaj do leta 431 pr. n. št. Nekaj finančnih računov za Partenon je ohranjenih in kažejo, da je bil največji posamičen strošek prevoz kamna z gore Pentelikon, približno 16 kilometrov iz Aten na Akropolo. Perikles je nekaj sredstev vzel iz zakladnice Atiško-delske pomorske zveze , ki je bila leta 454 pred našim štetjem prestavljena iz Panhelenskega svetišča na Delosu na Akropolo.

## Arhitektura
Partenon je peripter oktastil dorski tempelj z jonskimi arhitekturnimi značilnostmi. Stoji na ploščadi ali stilobatu treh stopnic. Podobno kot pri drugih grških templjih ima preklado in je obdan s stebri ("peripteral"), ki nosijo entablaturo.  Na obeh koncih ("oktastil") je osem  stebrov in sedemnajst ob straneh. So dvoredni na obeh koncih. Stebrišče obdaja notranjo zidano strukturo, celo, ki je razdeljena v dva prostora. Na obeh koncih zgradbe se cela konča s trikotnim pedimentom, prvotno napolnjenim s kipi. Stebri so v dorskem vrstnem redu s preprostimi kapiteli, žlebastimi jaški in brez baze. Nad arhitravom v entablaturi je friz izklesanih slikovnih plošč (metopa), ločenih s formalnimi arhitekturnimi triglifi, značilnimi za dorski slog. Okoli cele in čez preklade notranjih stebrov teče neprekinjen rezbarski friz v nizkem reliefu, ki je v jonskem slogu namesto dorskem.  
Merjeno na stilobatu je velikost dna Partenona 69,5 krat 30,9 metra. Cela je bila dolga 29,8 metra in 19,2 metra široka z notranjim stebriščem v dveh vrstah, strukturno potrebno za podporo strehe. Na zunanjosti stebri merijo 1,9 metra v premeru in so 10,4 metra visoki. Vogalni stebri imajo nekoliko večji premer. Partenon je imel 46 zunanjih stebrov in 23 notranjih, vsak ima 20 kanelur (konkavni utor, vklesan v obliko stebra). Stilobat ima ukrivljenost navzgor proti središču 60 milimetrov na vzhodnem in zahodnem koncu in 110 milimetrov na obeh straneh. Streha je bila prekrita z velikimi prekrivajočimi marmornimi ploščami, znanimi kot imbreks ali tegula.
Partenon je najboljši primer grške arhitekture. Tempelj, je zapisal John Julius Cooper, "uživa sloves najpopolnejšega dorskega templja, ki so ga kdaj zgradili. Tudi v antiki so bile njegove arhitekturne izboljšave legendarne, še posebej natančno je ujemanje med ukrivljenostjo stilobata, stožčaste stene naosa  in stebrov entasis." (Entasis je rahlo konkavno zmanjševanje premera stebra proti vrhu, čeprav je opazen učinek pri Partenonu precej bolj domiseln kot na starejših templjih.) Stilobat je ploščad, na kateri stojijo stebri. Kot v mnogih drugih klasičnih grških templjih ima rahlo parabolično ukrivljenost navzgor, namenjeno zbiranju deževnice in okrepitvi zgradbe pred potresi. Stebri so videti nagnjeni nekoliko navzven, vendar so dejansko nagnjeni navznoter, če bi se nadaljevali, bi dosegli skoraj natanko miljo nad središčem Partenona; čeprav so iste višine, se ukrivljenost zunanjega stilobatnega roba prenaša na arhitrav (gredni nosilec) in streho zgoraj: "Vse sledi pravilu gradnje za občutljive krivulje," ugotavlja Gorham Stevens, ko opozarja, da je poleg tega na zahodu spredaj zgrajen na nekoliko višji ravni kot na vzhodu spredaj.  Ni usklajenega mnenja, kaj naj bi bil učinek te "optične izboljšave". Lahko se je uporabljala kot neke vrste "obratna optična iluzija".
Nekatere študije o Akropoli, vključno Partenonu, ugotavljajo, da se veliko njegovih razsežnosti približa zlatemu razmerju. Fasada Partenona in tudi njeni elementi ter tudi drugje so lahko omejeni z zlatim pravokotnikom.  To stališče je v novejših raziskavah postalo sporno. 

## Kiparsko okrasje
V celi  Partenona je Fidijev krizelefantinski kip Atene Partenos, ki je bil posvečen leta 439 ali 438 pred našim štetjem.
Okrasno kamnito delo je bilo prvotno zelo obarvano.  Tempelj je bil posvečen Ateni,  čeprav se je gradnja nadaljevala skoraj do začetka peloponeške vojne leta 432. Do leta 438 sta bila končana kiparsko okrasje dorskih metop na frizu nad zunanjim stebriščem in jonski friz okoli zgornjega dela stene cele. Bogastvo frizov in metop se ujema z vlogo templja kot zakladnice. V opistodomusu (zadnja soba v celi) so bili shranjeni denarni prispevki Atiško-delske pomorske zveze, katere vodilni član so bile Atene. Ohranjene skulpture danes hranijo v Atenah v muzeju Akropole in londonskem Britanskem muzeju, nekaj kosov je tudi v pariškem Louvru, Rimu, na Dunaju in v Palermu. 

### Metope
Frizi na partenonskem ogredju (etablatura) imajo 92 metop, 14 na vzhodni in zahodni strani, 32 na severni in južni strani. Po takratni navadi so bile vklesane v visokem reliefu le v zakladnicah (zgradbe, ki se uporabljajo za hrambo darov bogovom). Po evidencah skulpture metop segajo v leta 446 do 440 pr. n. št. Metope na vzhodni strani Partenona, nad glavnim vhodom, prikazujejo gigantomahijo (mitološka bitka med olimpijskimi bogovi in velikani). V metopah na zahodnem koncu je amazonomahija (legendarna bitka med Atenci in Amazonkami). V metopah na južni strani je tesalska centavromahija (bitka Lapitov, ki jim pomaga Tezej proti Kentavrom). Metope od 13. do 21. manjkajo, toda risbe iz leta 1674, pripisane Jaquesu Carreyju, kažejo veliko ljudi; različno jih razlagajo, kot prizore s porok Lapitov, prizore iz zgodnje zgodovine Aten in različnih mitov.  Na severni strani Partenona so metope slabo ohranjene, vendar se zdi, da kažejo propad Troje.
Upodobitve na metopah so v klasičnem slogu, kar se vidi po anatomiji glave kipov, omejenih telesnih gibih v obrisih, ni mišic, in v poudarjenih žilah v likih centavromahije. Ohranjenih je več  metop, a so, razen tistih na severni strani, močno poškodovane. Nekatere so v Muzeju na Akropoli, druge so v Britanskem muzeju, ena je v Louvru.
Marca 2011 so arheologi objavili, da so odkrili pet metop iz Partenona v južni steni Akropole, ki je bila podaljšana, ko se je Akropola uporabljala kot trdnjava. V grškem dnevniku Eleftherotypia so arheologi trdili, da so bile metope tja postavljene v 18. stoletju, ko so popravljali obzidje. Strokovnjaki so jih odkrili s sodobno fotografsko metodo za beli pentelikonski marmor, ki se razlikuje od drugega kamna v zidu, pri obdelavi 2250 fotografij. Prej so domnevali, da so to manjkajoče uničene metope zaradi Morosinijeve eksplozije leta 1687. 

### Frizi
V arhitekturi in pri okrasju templja je najznačilnejši jonski friz okoli zunanjih sten cele, ki je v notranjosti Partenona. Nizek relief friza je bil vklesan na kraju samem; 442 do 438 pred našim štetjem.
Ena od možnih razlag je, da prikazuje idealizirano različico panatenajske procesije od Dipilonovih vrat v Keramejku do Akropole. V njej, bila je vsako leto, posebna pa vsaka štiri leta, so sodelovali Atenci in tujci v čast boginje Atene in ji darovali žrtve in nove peplos (oblačila, ki so jih stkala izbrana plemiška atenska dekleta ergastines).
Joan Breton Connelly ponuja mitološko razlago za friz, ki je v sozvočju s preostalim kiparskim okrasjem templja, ki prikazuje atensko genealogijo z vrsto nasledstvenih mitov, določenih v daljni preteklosti. Opredeljuje osrednjo ploščo nad vrati Partenona kot daritev hčere kralja Erehteja, žrtvovanje, ki zagotavlja atensko zmago nad Evmolpom in njegovo tračansko vojsko. Velika procesija, ki koraka proti vzhodnemu koncu Partenona, kaže zahvalno daritev goveda in ovc, medu in vode po bitki, ki ji sledi Erehtejeva zmagoslavna vojska. To predstavlja panatenaje v mitičnih časih, model, na podlagi katerega je bila izdelana zgodovinska panatenajska procesija. 

### Pedimenti
Popotnik Pavzanias, ko je obiskal Akropolo ob koncu 2. stoletja, samo na kratko omeni skulpture v pedimentih (pročeljih hiš) templja, in večino svojega opisa uporabi za opis zlatega in s slonovino obloženega kipa boginje v notranjosti.

#### Vzhodni pediment
Vzhodni pediment pripoveduje, da se je Atena rodila tako, da je skočila iz glave svojega očeta Zevsa. Po grški mitologiji je imel Zevs  strašen glavobol in je poklical Hefajsta (boga ognja in kovaške obrti) na pomoč. Da bi si olajšal bolečino, je ukazal Hefajstu, naj ga udari s svojim kovaškim kladivom. Ko je to storil, se je Zevsova glava razdelila in odprla in izstrelila boginjo Ateno v polnem oklepu. Kiparski okras upodablja trenutek rojstva Atene.
Na žalost so bili osrednji deli v pedimentu uničeni, še preden je Jacques Carrey ustvaril drugače uporabne dokumentarne risbe iz leta 1674, tako da so vse obnove bolj posledica ugibanja in špekulacije. Glavni olimpski bogovi morajo stati okoli Zevsa in Atene in gledajo čudežen dogodek, tudi Hefajst in Hera sta verjetno blizu njih. Carreyjeve risbe so ključnega pomena pri obnovi kiparskega okrasja osrednjih figur na severu in jugu. 

#### Zahodni pediment
Zahodni pediment leži nasproti Propilej in upodablja tekmovanje med Ateno in Pozejdonom za oblast nad Atiko. Atena in Pozejdon se pojavita v osrednjem delu, razlikujeta se v močnih diagonalnih oblikah, boginja ima oljčno drevo, bog morja pa dvignjen trizob, da bi udaril zemljo. Na svojih bokih sta uokvirjena z dvema dejavnima skupinama konj, ki vlečejo voz, medtem ko množica legendarnih osebnosti iz atenske mitologije zapolnjuje prostor zunaj ostrih vogalov pedimenta.
Delo na pedimentih je nastajalo od 438 do 432 pred našim štetjem, skulpture so ene najboljših primerov klasične grške umetnosti. Podobe so vrezane v naravnem gibanju s telesi, polnimi življenjske energije, ki sije iz njihovega telesa, telo se čuti skozi tanko obleko. Tanko oblačilo kiton razkriva telo spodaj kot žarišče slike. Razlikovanje med bogovi in ljudmi je nejasno v konceptualnem prepletanju med idealizmom in naturalizmom, ki ga je kipar vdihnil kamnu.  Pedimentov že dolgo ni več.

### Atena Partenos
Edini del kipa iz Partenona, za katerega je znano, da je Fidijev , je bil kip Atene, nastanjene v naosu. Ta ogromna krizelefantinska skulptura je zdaj izgubljena in znana le iz kopij, vaznega slikarstva, draguljev, literarnih opisov in kovancev. 

## Poznejša zgodovina

### Pozna antika
Sredi 3. stoletja je v Partenonu izbruhnil velik požar, ki je uničil streho in velik del notranjosti svetišča. Popravili so ga v 4. stoletju našega štetja, verjetno ko je vladal Julijan Odpadnik.  Nova lesena streha je bila prekrita z glinenimi ploščicami in ščitila svetišče. Imela je večji naklon kot prvotna streha in levo krilo zgradbe je bilo poudarjeno.
Partenon je kot tempelj, posvečen Ateni, preživel skoraj tisoč let, dokler ni Teodozij II. leta 435 odredil, da je treba zapreti vse poganske templje v bizantinskem cesarstvu. V 5. stoletju je veliko kultno podobo Atene izropal eden od cesarjev in jo odpeljal v Konstantinopel, kjer je bila pozneje uničena, verjetno med obleganjem Konstantinopla med četrto križarsko vojno leta 1204. 

### Krščanska cerkev
Partenon je bil preurejen v krščansko cerkev, posvečeno devici Mariji oziroma Božji materi (Bogorodnici) v zadnjem desetletju 6. stoletja. Usmeritev zgradbe je bila spremenjena, obrnjena proti vzhodu; glavni vhod je bil postavljen na zahodnem delu zgradbe, krščanski oltar in ikonostas proti vzhodni strani zgradbe, ki je mejila na zgrajeno apsido, kjer je bil prej portik templja.  Velik osrednji portal z okoliškimi stranskimi vrati je bil vstavljen v predelni steni cele, ki je postala cerkvena ladja, iz zadnje komore pa cerkveni narteks. Razmiki med stebri opistodomosa in peristil so bili zazidani, čeprav so številna vrata še vedno dovoljevala dostop. Po stenah so bile naslikane ikone, veliko krščanskih napisov so vklesali v stebre. Ta prenova je povzročila odstranitev in razpršenost skulptur. Bogove so  na novo razlagali v skladu s krščanstvom ali pa so jih odstranili in uničili.
Partenon je postal četrti najpomembnejši krščanski romarski cilj v vzhodnem rimskem cesarstvu za Konstantinoplom, Efezom in Solunom. Leta 1018 je cesar Bazilij II. odšel na romanje v Atene takoj po končni zmagi nad Bolgari, da bi jo počastil na Partenonu. V srednjeveški Grčiji se imenuje tempelj Teotokos Ateniotis in je bil zelo znan, saj ga pogosto ne omenjajo z imenom, ker se je vedelo, da je mišljen prav ta tempelj.
Med latinsko zasedbo je za približno 250 let postal rimskokatoliška cerkev Božje matere. V tem obdobju je bil v jugozahodnem kotu cele zgrajen stolp, ki se je uporabljal kot stolp ali zvonik in je imel spiralno stopnišče ter obokane grobnice pod tlemi Partenona. 

### Mošeja
Leta 1456 so turške sile napadle Atene in oblegana florentinska vojska je branila Akropolo do junija 1458, ko se je predala.  Turki so obnovili Partenon kot grško pravoslavno cerkev. Malo pred koncem 15. stoletja je Partenon postal mošeja. 
Natančne okoliščine, zakaj so jo Turki spremenili v mošejo, niso jasne; en vir navaja, da je Mehmed II. naročil spremembo kot kazen za izdajo atenske zarote proti otomanski oblasti. Apsida je postala mihrab, stolp je bil podaljšan navzgor in postal minaret, nameščen je bil minbar, krščanski oltar in ikonostas sta bila odstranjena in stene pobeljene.
Kljub spremembam, ki spremljajo preobrazbo Partenona v cerkev in pozneje v mošejo, je njegova struktura ostala v bistvu nedotaknjena. Leta 1667 je turški popotnik Evliya Çelebi izrazil začudenje nad skulpturami Partenona in v prenesenem pomenu opisal zgradbo "kot neko impregnirano trdnjavo, ki je ni naredil človek". Poetično ponižno pravi, da "mora kot delo nečloveških rok, to je nebes samih, ostati vse večne čase". Francoski umetnik Jacques Carrey je leta 1674 obiskal Akropolo in skiciral kiparsko okrasje Partenona.  V začetku leta 1687 je inženir z imenom Plantier skiciral Partenon za francoskega Graviersa d'Ortièresa.  Te upodobitve, predvsem Carreyjeve, so pomembne in včasih edini dokazi o stanju Partenona in njegovih različnih skulptur pred opustošenjem leta 1687 in poznejšem plenjenju umetniških predmetov.

### Uničenje
Leta 1687 je bil Partenon zelo poškodovan v največji katastrofi, ki ga je doletela v dolgi zgodovini. Benečani so poslali vojsko pod vodstvom Francesca Morosinija, da napade Atene in zajame Akropolo. Otomanski Turki so utrdili Akropolo in uporabljali Partenon za skladišče smodnika, čeprav so se zavedali nevarnosti, leta 1656 je namreč eksplozija močno poškodovala Propileje, in za zatočišče za člane lokalne turške skupnosti.  26. septembra je beneška krogla, ki je priletela s hriba Filopap, raznesla skladišče in zgradbo delno uničila.  Eksplozija je uničila osrednji del zgradbe in stene cele sesula v ruševine. Grški arhitekt in arheolog Kornilia Hatziaslani piše, da so "... tri od štirih sten svetišča skoraj propadle in tri petine skulptur iz friza so bile uničene. Tudi streha se je očitno premaknila. Padlo je šest stebrov z južne strani, osem na severu, poškodovan je bil tudi vzhodni portik, razen en steber. Iz stebrov so padli ogromni marmorni arhitravi, triglifi in metope." V eksploziji je bilo ubitih približno 300 ljudi, ki so jih zadeli drobci marmorja, izbruhnil je bil tudi velik požar, ki je trajal do naslednjega dne, in uničil veliko domov.
Napisanih je bilo več poročil o tem, ali je bilo to uničenje namerno ali naključno; en tak zapis nemškega častnika Sobievolska navaja, da je turški dezerter razodel Morosiniju, za kaj Turki uporabljajo Partenon. Turki so pričakovali, da zaradi zgodovinskega pomena ne bo cilj Benečanov. Morosini je dejal, da so se odzvali z usmerjanjem topništva na Partenon. Poskušal je upleniti skulpture in je povzročil nadaljnjo škodo. Kipi Pozejdona in Ateninih konjev so padli na tla in se razbili, ko so jih njegovi vojaki poskušali ločiti od zahodnega pedimenta zgradbe. 
Potem ko so Turki ponovno zavzeli Akropolo, so uporabili nekaj ruševin in postavili manjšo mošejo v lupini porušenega Partenona.  V naslednjem stoletju in pol so dele preostalih struktur izropali kot gradbeni material ter odnesli vse preostale vredne predmete. 
V 18. stoletju je bilo obdobje otomanske stagnacije. Vse več Evropejcev je našlo pot do Aten in slikovite ruševine Partenona so bile precej uboge in popackane, kar je spodbudilo vzpon filhelenizma ("ljubezen do grške kulture" ali "občudovanje vsega grškega") in pomagalo vzbuditi sočutje v Veliki Britaniji in Franciji za grško neodvisnost. Med zgodnjimi popotniki in arheologi sta bila James Stuart in Nicholas Revett, ki sta po naročilu Society of Dilettanti pregledala ruševine klasičnih Aten. Izdelala sta risbe Partenona, ki so bile prvič objavljene leta 1787 v drugem zvezku Antiquities of Athens Measured and Delineated. Leta 1801 je britanski veleposlanik v Konstantinoplu, grof Elginski, dobil vprašljiv sulmanov firman (edikt ali uradni razglas), katerega obstoj ali zakonitost do danes ni bila dokazana, da bi naredili odlitke in risbe starin na Akropoli, porušili nove zgradbe, če bi bilo potrebno, da bi našli starine in odstranili skulpture.

### Osvoboditev Grčije
Ko je leta 1832 neodvisna Grčija dobila nadzor nad Atenami, je bil porušen vidni del minareta; le njegova baza in spiralno stopnišče do ravni arhitrava sta ostala nedotaknjena. [⁹⁸] Kmalu so bile porušene vse srednjeveške in otomanske zgradbe na Akropoli. Slika majhne mošeje v Partenonovi celi je bila ohranjena na fotografiji Jolyja de Lotbinièrja, ki je izšla v Lereboursovi Excursions Daguerriennes leta 1842 kot prva fotografija Akropole. [99] Območje je postalo zgodovinsko območje pod nadzorom grške vlade. Danes privlači milijone turistov, ki pridejo po poti na zahodnem koncu Akropole mimo obnovljenih Propilej navzgor po panatenajski poti k Partenonu, ki je obdan z nizko ograjo, da se prepreči škoda.

### Spor zaradi marmorja
Glavni spor je nastal zaradi Partenonovega marmorja, ki ga je odstranil grof Elginski in je v Britanskem muzeju. Nekaj skulptur iz Partenona je tudi v Louvru v Parizu, v Københavnu in drugod, vendar je več kot 50 odstotkov v Muzeju Akropole v Atenah. 
 Nekaj je še vedno mogoče videti na sami zgradbi. Grška vlada se je zavzemala že od leta 1983, da bi Britanski muzej vrnil skulpture v Grčijo.   Ta je to odločno zavrnil in zaporedne britanske vlade so se že pripravljale, da to storijo (kar bi zahtevalo spremembo zakonodaje). Pogovori med visokimi predstavniki grških in britanskih kulturnih ministrstev in njihovih pravnih svetovalcev so bili v Londonu 4. maja 2007. To so bila prva resna pogajanja po več letih in obstaja upanje, da se bosta strani sporazumeli. 

## Obnova
Leta 1975 si je grška vlada začela prizadevati za ponovno obnovo Partenona in drugih struktur na Akropoli. Leta 1983 je bil ustanovljen odbor za ohranitev spomenikov Akropole.  Projekt je pozneje pritegnil financiranje in strokovno pomoč iz Evropske unije. Arheološki odbor je temeljito dokumentiral vsak artefakt, ki je ostal na svojem mestu, arhitekti so pomagali z računalniškimi modeli določiti, kje so bili prvotno. Še posebej pomembne in nestabilne skulpture so prenesli v Muzej na Akropoli. V nekaterih primerih so ugotovili, da je bila prvotna konstrukcija napačna. Te so razstavili in začeli so skrbno obnovo. 
- Restavratorska dela, 2002
- Delna obnova (v delu) Partenona zagotavlja stabilnost, 2007
- Obnova bloka arhitrava Partenona
- Stanje obnove 2010